# Raoul I de Vermandois
Raoul I de Vermandois (supranumit cel Viteaz), (n. 1085 – d. 14 octombrie 1152) a fost conte de Vermandois.
Raoul era fiul contelui Hugo I de Vermandois (fiul regelui Henric I al Franței) cu Adelaida, moștenitoare a lui Herbert al IV-lea de Vermandois.
Unchiul său pe linie paternă era regele Filip I. Prin acesta, Raoul a fost văr de gradul întâi cu regele Ludovic al VI-lea.
Raoul a servit ca seneșal de Franța în timpul domniei rudei sale, Ludovic al VII-lea. Sub presiunea reginei Eleonora, Ludovic i-a acordat permisiunea de a o repudia pe soția sa, Eleonora de Blois în favoarea surorii Eleonorei de Aquitania, Petronilla de Aquitania. Acest fapt l-a condus pe Raoul la un război deschis cu contele Theobald al II-lea de Champagne, care era fratele primei sale soții. Războiul a durat doi ani (1142–1144) și s-a încheiat cu ocuparea regiunii Champagne de către armata regală.
Raoul și Petronilla au fost excomunicați de către papa Inocențiu al II-lea din cauza căsătoriei lor, considerată a fi ilegală.

## Familie și copii
Raoul a fost căsătorit în trei rânduri:
- Prima oară, el a fost căsătorit în 1125 cu Eleonora de Blois, fiică a contelui Ștefan al II-lea de Blois. Căsătoria s-a încheiat cu divorțul din 1140. Cei doi au avut un fiu:
  - Ugo al II-lea "Călugărul", conte de Vermandois și de Valois, care a renunțat la titlurile sale în 1160 și s-a călugărit, fiind canonizat în 1177 (n. Amiens, 9 aprilie 1127 – d. mănăstirea Caerfroy, lângă Paris, 4 noiembrie 1212).

- A doua oară, s-a căsătorit în 1140 cu Petronilla de Aquitania, cu care a avut trei copii:
  - Elisabeta (sau Isabelle) Mabile, contesă de Vermandois și de Valois (1143–1183), căsătorită cu contele Filip I de Flandra
  - Raoul al II-lea, conte de Vermandois și de Valois (1145–1167), a fost primul soț al Margaretei de Lorena, devenită ulterior contesă de Flandra.
  - Eleonora, contesă de Vermandois și de Valois (n. 1148? – d.1213/1214). Aceasta a fost căsătorită în patru rânduri, cu:
    -       - Godefroi de Hainaut, conte de Ostervant (d. 1163).
      - înainte de 1167: contele Guillaume al IV-lea de Nevers.
      - cca 1170: contele Matei de Boulogne.
      - cca 1175: contele Matei al II-lea de Beaumont-sur-Oise.

- A treia oară, s-a căsătorit în 1152 cu Loreta de Flandra, fiică a contelui Thierry de Flandra cu Swanhilda. Căsătoria nu a produs urmași.

1. ↑   http://genealogy.euweb.cz/capet/capet8.html Lipsește sau este vid: |title= (ajutor)